# AIM-4 Falcon
AIM-4 Falcon – pierwszy amerykański, przeciwlotniczy, kierowany pocisk rakietowy powietrze–powietrze, który wszedł do służby operacyjnej.

## Historia

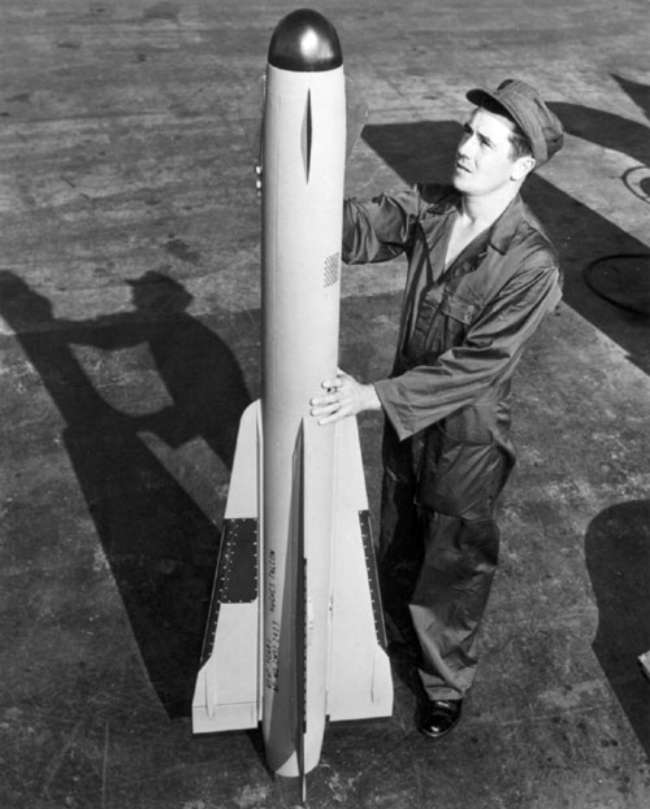
AAM-A-2/GAR-1/AIM-4

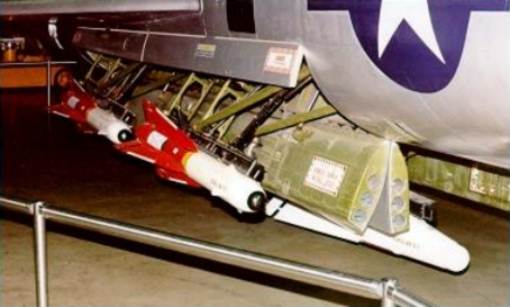
AIM-4D pod kadłubem F-102

Prace nad nowym, naddźwiękowym pociskiem rakietowym typu powietrze-powietrze w ramach projektu oznaczonego kryptonimem MX-904 rozpoczęły się w firmie Hughes Aircraft w 1947 roku. Program wyewoluował z wcześniejszego o rok programu MX-798, którego celem była budowa pocisku rakietowego o tym samym przeznaczeniu, ale o poddźwiękowej prędkości. Nowa rakieta, początkowo oznaczona jako XF-98 Falcon, powstała w zespole kierowanym przez doktora Simona Ramo. Pocisk posiadał duże trójkątne skrzydła o skosie 82° zaopatrzone w płytowe stateczniki. W budowie rakiety zastosowano elementy wykonane z plastiku wzmocnionego włóknem szklanym. Udało się dzięki temu zmniejszyć masę pocisku. Naprowadzany półaktywnie, po oświetleniu wiązką radiolokacyjną celu przez nosiciela pocisku, odbite od niego promieniowanie padało na umieszczone po bokach kadłuba rakiety odbiorniki. Obliczając analogowo różnice w poziomie przechwyconego promieniowania przez poszczególne odbiorniki, określano kierunek w jakim znajdował się cel. Jeśli linia celowania (czyli kierunek z którego nadlatywał cel) nie pokrywała się z osią podłużną pocisku, ustawiany był on z pewnym wyprzedzeniem celu. Tzw. kąt wyprzedzenie był połową wartości kąta, jaki tworzyła linia celowania i oś podłużna rakiety. Pierwsze odpalenie pocisku oznaczonego już jako AAM-A-2 odbyło się w 1950 roku. W 1951 roku zmieniono oznaczenie na F-98, aby w 1955 ponownie zmienić nazwę na GAR-1 (Guided Air Rocket) (AIM-4). Wyprodukowano 4080 rakiet GAR-1. W 1952 roku rozpoczęto prace nad wersją GAR-2 (AIM-4B), wyposażoną w termiczną głowicę samonaprowadzającą. Wybudowano około 16 000 pocisków GAR-2. Niewielkie zdolności manewrowe obydwu wersji sprawiały, że mogły być one używane do przechwytywania celów niezdolnych do gwałtownych zmian kursu lotu, np. bombowców. Z tego też powodu w połowie lat 50. XX wieku rozpoczęto prace nad wersjami o GAR-1D (AIM-4A) i GAR-2A (AIM-4C). Zastosowanie wydajniejszych serwomechanizmów i poprawienie aerodynamiki sprawiło, że rakiety były zdolne do efektywniejszego manewrowania, a tym samym można je było używać do zestrzeliwania wrogich samolotów myśliwskich. Wybudowano 12 100 rakiet GAR-1D i 13 500 GAR-2A. W 1958 roku firma wprowadziła nowe, zmodernizowane wersje rakiet. Dzięki użyciu dwustopniowego silnika M46 na stały materiał pędny zwiększono prędkość (do Ma = 4 i zasięg do 11 500 m). Wersja z głowicą na podczerwień otrzymała oznaczenie GAR-4 (AIM-4G) a naprowadzaną półaktywnie GAR-3 (AIM-4E). Poza systemem naprowadzania obydwie wersje różniły się również wielkością głowicy bojowej. W GAR-4 było to 18 kg, a w GAR-3 – 12 kg. Po wyprodukowaniu 300 pocisków GAR-3, również i w tej wersji wprowadzono powiększoną głowicę bojową, a pocisk otrzymał oznaczenie GAR-3A (AIM-4F). Wybudowano 3400 rakiet GAR-3A i 2700 GAR-4. We wrześniu 1962 roku pociski otrzymały oznaczenie AIM-4. Rok później do służby wszedł pocisk AIM-4D. Rakiety miały samonaprowadzającą się głowicę z wersji AIM-4F oraz kadłub i skrzydła z AIM-4C. Na kadłubie dodano destabilizatory. Pocisk przeznaczony był do walki z celami wysocemanewrowymi. Na przełomie 1969 i 1970 roku rozpoczęto prace nad kolejną wersją oznaczoną jako AIM-4H, która miała być wyposażona w laserowy zapalnik zbliżeniowy, nową głowicę i nowy silnik rakietowy M 58ER, ale prace nad pociskiem przerwano.

## Służba

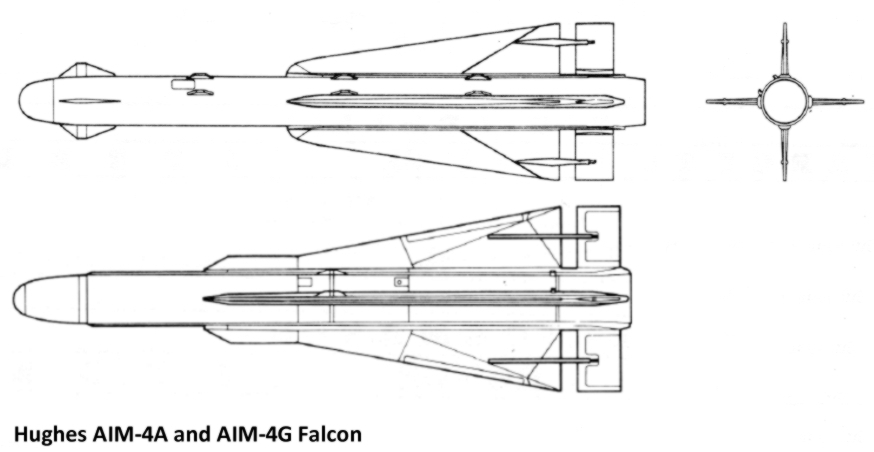
AIM-4A i AIM-4G

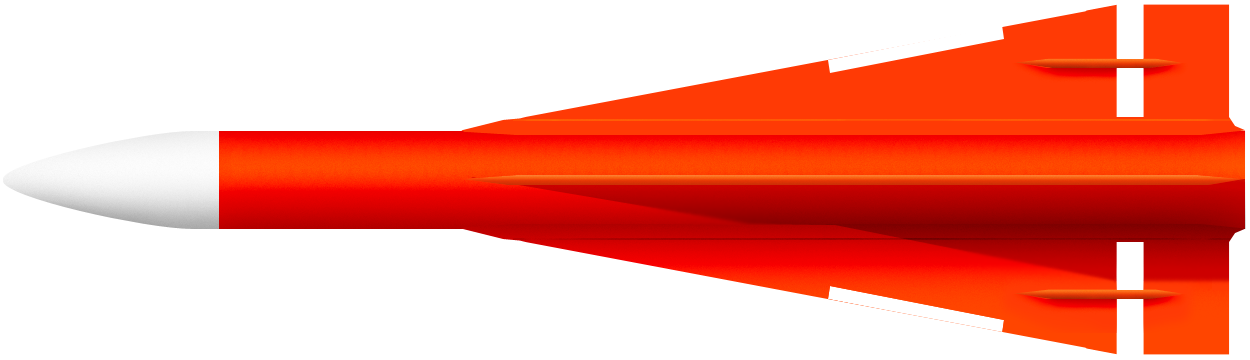
AIM-4E

W połowie 1956 roku rakiety GAR-1 i GAR-2 weszły na uzbrojenie samolotów Northrop F-89 Scorpion, Convair F-102 Delta Dagger i McDonnell F-101 Voodoo. Wersja AIM-4E i AIM-4G weszła na uzbrojenie samolotów Convair F-106 Delta Dart. Wersja AIM-4D znalazła się na uzbrojeniu samolotów McDonnell Douglas F-4 Phantom II, które użyły bojowo pocisków przeciwko północnowietnamskim samolotom podczas wojny w Wietnamie. 26 października 1967 roku po raz pierwszy zestrzelono przy użyciu AIM-4D samolot MiG-17. Ostatnie zestrzelenie odbyło się 5 lutego 1968 roku, ofiarą był MiG-21. W sumie Falconami udało się zestrzelić 5 samolotów, cztery MiG-17 i jeden MiG-21. AIM-4D (eksportowe oznaczenie Hughesa HM-58) produkowany był na licencji w Szwecji pod oznaczeniem Rb.28 i wszedł na uzbrojenie samolotów Saab J35 Draken używanych w Szwecji i Finlandii oraz na samolotach Saab 37 Viggen. Pociski przenoszone były również przez samoloty Mirage IIIS, wybudowane na licencji w Szwajcarii. Kanada zamierzała uzbroić w Falcony swoje Avro Canada CF-105 Arrow, jednak nie doszło do tego z racji anulowania programu budowy myśliwców Arrow. W Stanach Zjednoczonych pociski zniknęły z arsenałów wraz z wycofaniem samolotów F-106 w 1988 roku z jednostek Air National Guard. Najdłużej rakiety znajdowały się na stanie Suomen ilmavoimat, bo aż do połowy lat 90. XX wieku, kiedy to Drakeny zaczęto zastępować samolotami McDonnell Douglas F/A-18 Hornet.

## Parametry techniczne
| Parametr             | AIM-4A                        | AIM-4B     | AIM-4C     | AIM-4D     | AIM-4E                        | AIM-4F                        | AIM-4G     |
| -------------------- | ----------------------------- | ---------- | ---------- | ---------- | ----------------------------- | ----------------------------- | ---------- |
| Długość (m)          | 1,981                         | 2,02       | 2,02       | 2,02       | 2,184                         | 2,184                         | 2,05       |
| Średnica kadłuba (m) | 0,163                         | 0,163      | 0,163      | 0,163      | 0,168                         | 0,168                         | 0,168      |
| Rozpiętość (m)       | 0,508                         | 0,508      | 0,508      | 0,508      | 0,61                          | 0,61                          | 0,61       |
| Masa startowa (kg)   | 54,4                          | 54,4       | 54,4       | 61         | 68                            | 68                            | 65,7       |
| Ładunek bojowy (kg)  | 12                            | 12         | 12         | 12         | 18                            | 18                            | 18         |
| Prędkość (Ma)        | 2,8                           |            | 2,8        |            | 4                             | 4                             | 4          |
| Zasięg (m)           | 6750                          |            | 6750       |            | 11 500                        | 11 500                        | 9600       |
| Typ naprowadzania    | Półaktywnie – radiolokacyjnie | Termicznie | Termicznie | Termicznie | Półaktywnie – radiolokacyjnie | Półaktywnie – radiolokacyjnie | Termicznie |